# Jean Beausire
Jean Beausire (Parigi, 26 febbraio 1651 – Parigi, 20 marzo 1743) è stato un architetto e ingegnere francese, capo dei lavori pubblici a Parigi al tempo dei re di Francia, Luigi XIV e Luigi XV, tra il 1684 e il 1740, costruttore di tutte le fontane pubbliche costruite a Parigi in quel periodo.

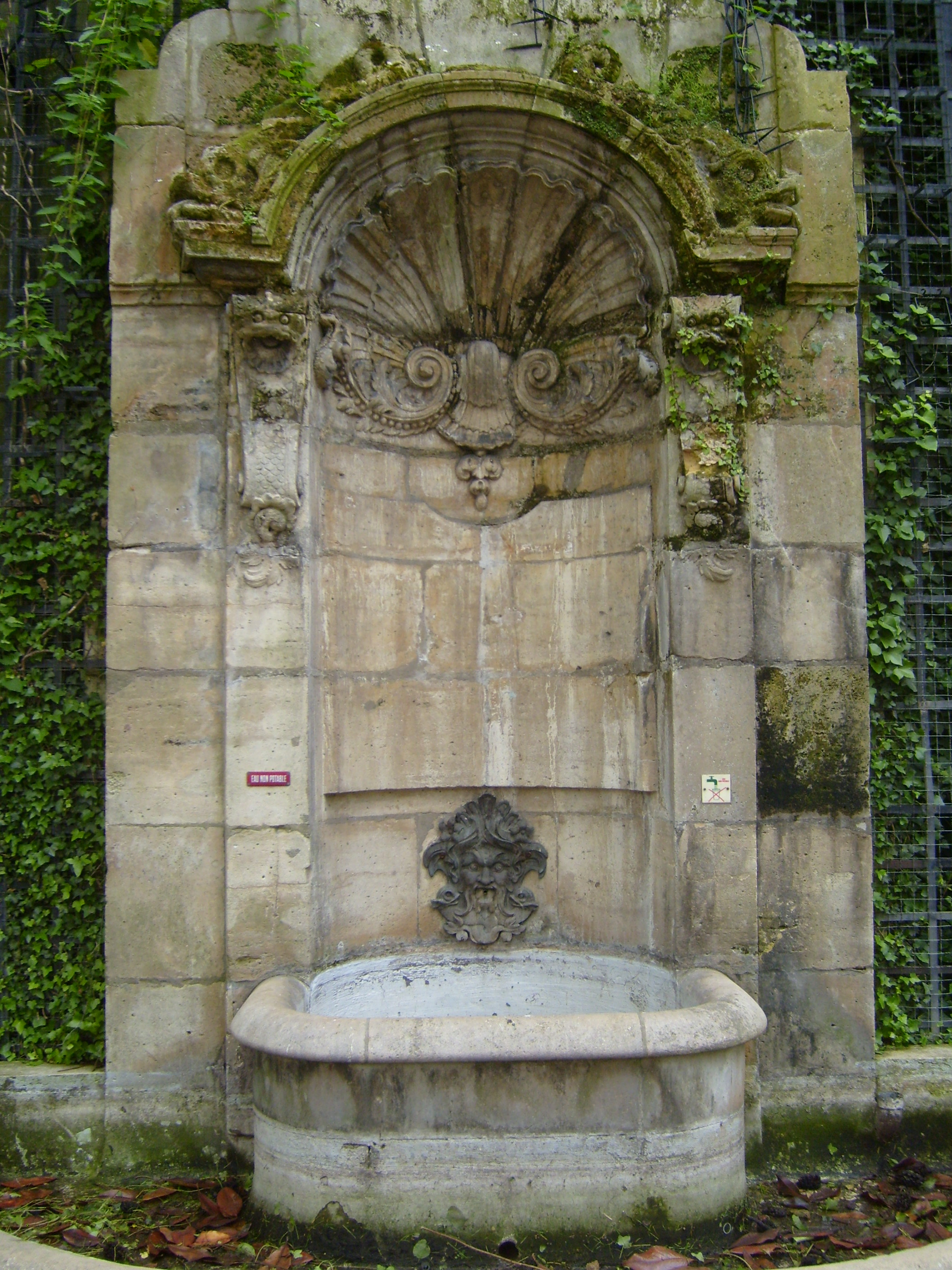
Fontana de L'Abbaye de Saint-Germain-des-Pres, (1714-1717).

Diverse delle sue fontane esistono ancora oggi e tre strade del IV arrondissement portano il suo nome: rue Jean-Beausire, impasse Jean-Beausire e passage Jean-Beausire.

## Biografia

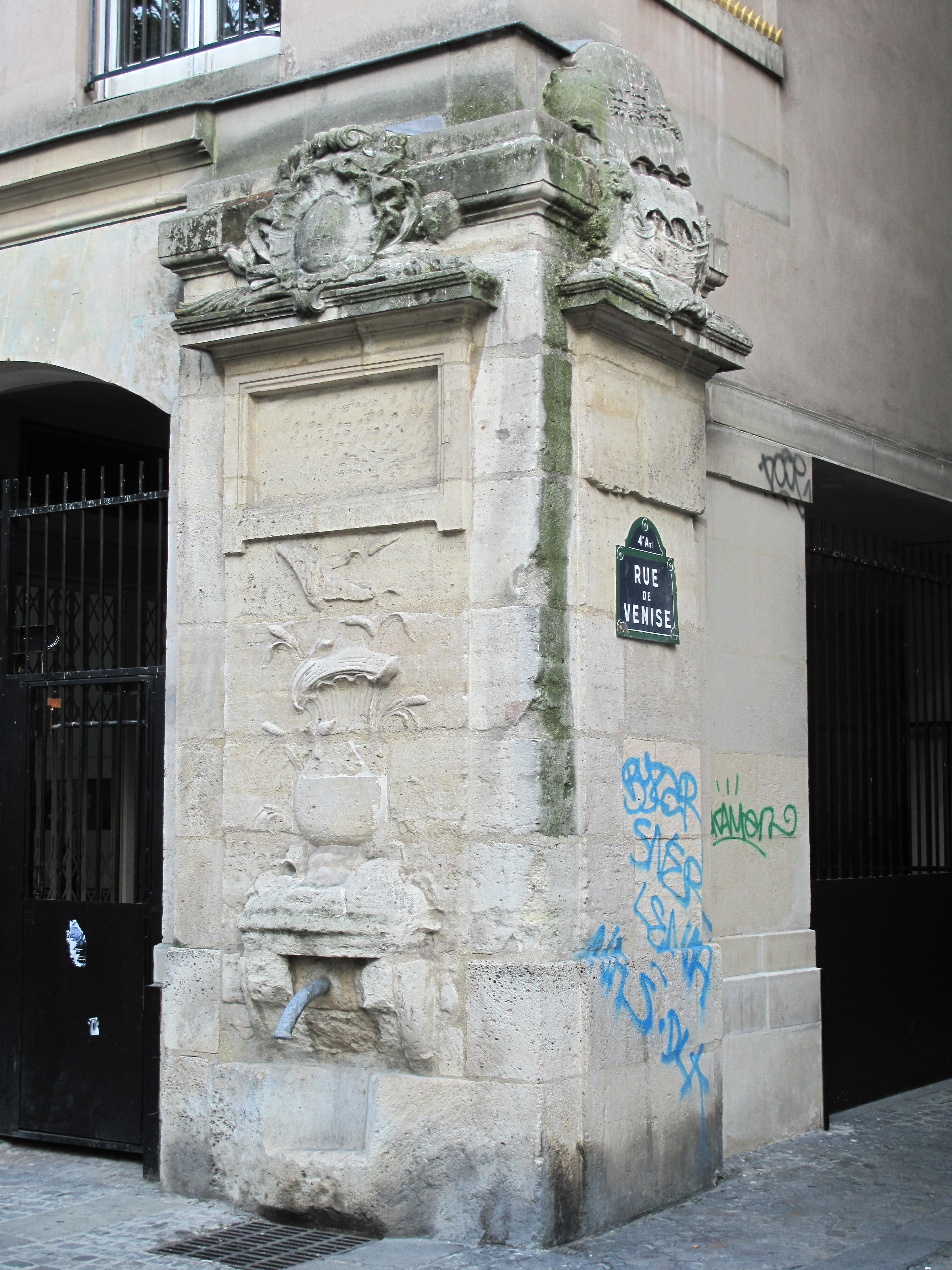
La fontana Maubuée (1733)

Suo padre era un muratore e la famiglia viveva nel quartiere di St. Severin a Parigi. Sposò Marie Roman nel 1670 e ebbe otto figli, uno dei quali, Pierre, nato nel 1673, divenne un fabbricante di fontane. Cinque dei figli morirono prematuramente, e gli altri due divennero preti.
La moglie morì nel 1679, ed egli si risposò con Marie-Catherine Le Trotteur, la figlia di un ricco mercante. Ebbero diciannove figli, molti dei quali entrarono a far parte del suo laboratorio di fontane.
Nel 1681, iniziò a lavorare su progetti di costruzione reali, incluse le porte del Palais Royale, e la ricostruzione della fontaine Sainte-Avoye. Nel 1683, con l'aiuto del suo ricco suocero, acquistò il titolo di Maestro delle opere murarie della città di Parigi. Nel 1690, ricevette il titolo aggiuntivo, da Luigi XIV, di controllore delle opere pubbliche di Parigi (contrôleur des bâtiments de la Ville). Nel 1706 gli fu assegnato un nuovo titolo, Maître Général, Contrôleur et inspecteur des bâtiments, come responsabile di tutte le fontane di Parigi. Dovette pagare 50.000 livre per questo nuovo incarico, che lo autorizzava a ricevere un reddito annuo di 2500 livre in tasse e 2500 come appannaggio.
Beausire fu estremamente attivo nel suo incarico e tra i suoi progetti c'era la trasformazione delle vecchie mura della città in parchi con alberi (1670), l'installazione di una statua di Luigi XIV di fronte all'Hôtel de Ville (1689), lo sviluppo di Place Vendôme e Place des Victoires, la costruzione di una caserma per i Moschettieri reali in rue Chareton, la ricostruzione del Petit Pont dopo che era stato distrutto dal fuoco (1718–1719) e la creazione di un quartiere completamente nuovo tra la rue des Filles-du-Calvaire e la rue du Temple.
Nel 1716 venne accolto nell'Académie Royale d'Architecture.
I numerosi figli di Beausire fecero matrimoni con eminenti famiglie di architetti, creando un'intera dinastia di architetti. Per esempio, nel 1717 sua figlia Catherine-Elisabeth Beausire sposò Barthélémy Bourdet, uno degli architetti di maggior successo a Parigi. Suo figlio Jean-Baptiste-Augustin Beausire, divenne un architetto di spicco e assunse i titoli ufficiali del padre, e suo nipote, Pierre-Louis Moreau, fu l'ultimo architetto municipale dell'Ancien Régime, e morì sotto la ghigliottina durante la Rivoluzione francese il 9 luglio 1794.
Il nipote di Jean Beausire, Simon Beausire (Parigi 1648 – Roma 1712) sposò a Roma, nel 1683, Angela di Bartolomeo Manzoni e da loro nacquero il paesaggista Giovanni Battista Busiri (Roma 1698–1757) e Giulio Busiri (Roma 1687–1764). Giulio è l'antenato degli attuali architetti Busiri Vici (Roma).

## Le fontane di Jean Beausire
Beausire è ricordato per le sue fontane. Secondo la storica dell'architettura Isabelle Derens, ... le sue fontane assomigliavano al suo carattere: strutture sobrie, senza ornamenti inutili, erano soprattutto costruzioni urbane utili, senza eccessiva monumentalità o stravaganza.
Tra le sue fontane si ricordano:

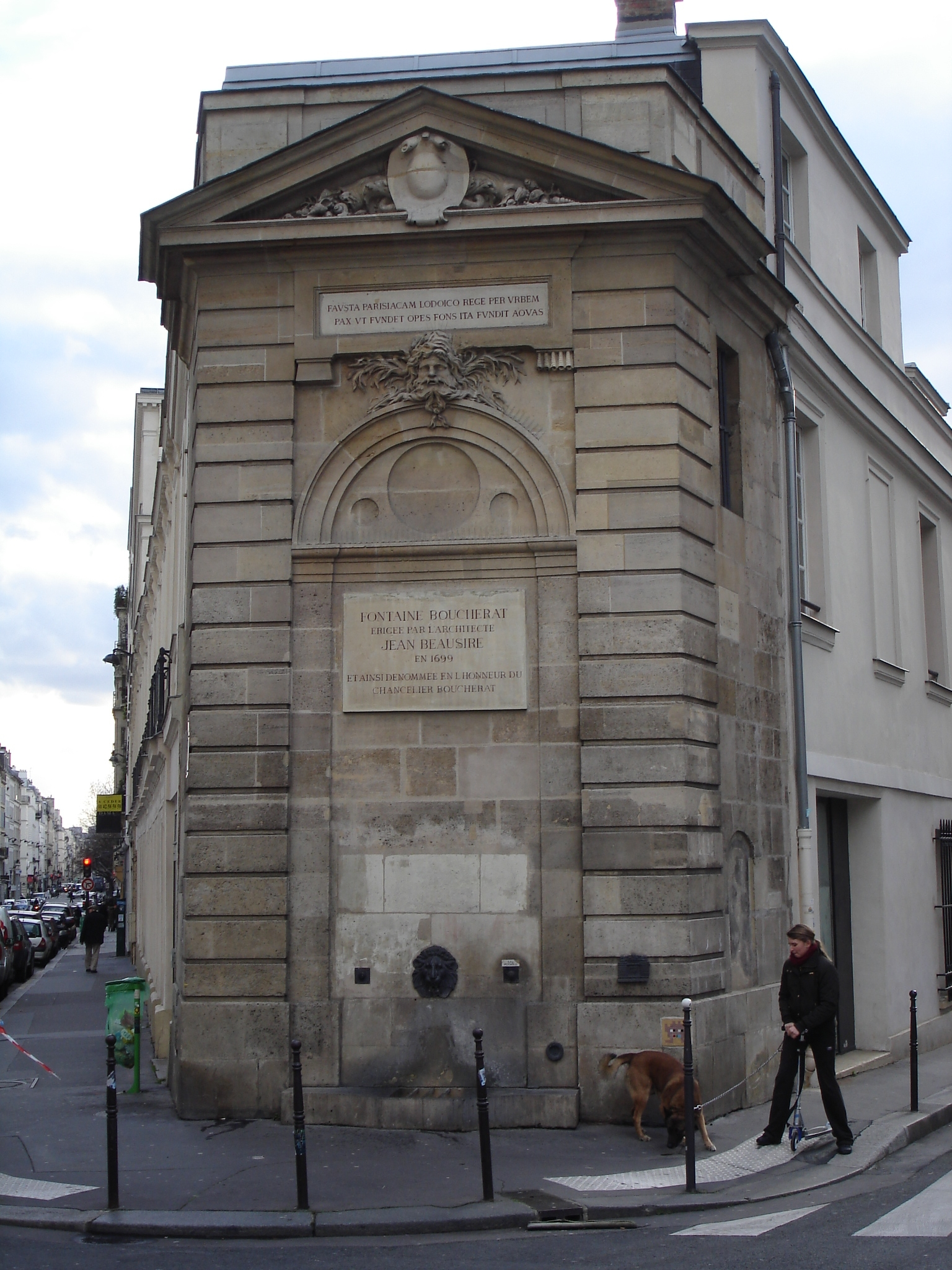
Fontana Boucherat, Rue de Turenne, (1695-1699)

- Fontaine saint-Avoye (ricostruzione di una fontana esistente) (1682)
- Fontaine Saint-Séverin (ricostruzione) (1685)
- Fontaine de l'Echaudé Richelieu (ricostruzione) (1686)
- Fontaine Saint-Victor (spostata in altro luogo) (1686)
- Fontaine de Vendôme (1697)
- Fontaine Boucherat (1699)
- Fontaine Saint-Lazare (1699)
- Fontaine des Récollets (1700)
- Fontaine de Paradis (ricostruzione) (1705)
- Fontaine du regard de Soubise (1706)
- Fontaine des Blancs-Manteaux (1725)
- Fontaine Sainte-Catherine (ricostruzione) (1707)
- Fontaine de Louis-le-Grand (1707)
- Fontaine le regard des Annonciades (1710)
- Fontaine de Saint-Martin (1712)
- Fontaine de Montmartre (1713–1715)
- Fontaine de l'Abbaye de Saint-Germain-des-Prés, (1715–1717)
- Fontaine de la Petite-Halle (1719)
- Fontaine de de Basfroid (1719)
- Fontaine de Charonne (1719)
- Fontaine de la Reine (ricostruzione) (1732)
- Fontaine Maubuée (ricostruzione) (1733)

## Fontane ancora esistenti
- Fontaine de la Reine (1732) all'angolo tra rue Saint-Denis e rue Greneta, II arrondissement.
- Fontaine de Paradis (1705), all'angolo di rue de Paradis e rue du Chaume, III arrondissement.
- Fontaine des Blancs-Manteaux (1725), in piazza del Blancs-Manteaux, addossata alla parete della chiesa, IV arrondissement
- Fontaine Maubuée (1733), tra rue Saint-Martin e rue Venise, IV arrondissement
- Fontaine Boucherat (1698), rue Charlot e rue de Turenne, IV arrondissement
- Fontaine Saint-Severin (1685), angolo tra rue Saint-Severin e rue Saint-Jacques, V arrondissement
- Fontaine de de Basfroid (1719), rue de Basfroid e rue de Charonne, XI arrondissement
- Fontaine de l'Abbaye de Saint-Germain-des-Prés (1715–1717) ora in Place Langevin, V arrondissement.
- Fontaine de la Petite-Halle (1719), angolo di Fauboug-Saint-Antoine e re de Montreuil, XI arrondissement
- Fontaine de Charonne (1719), angolo di rue de Charonne e Faubourg St. Antoine, XI arrondissement